# Abellar (Montoliu de Lleida)
L'Abellar és una urbanització i nucli de població del municipi de Montoliu de Lleida, a uns 650 metres al nord-est del nucli principal, i ubicada en un altiplà del qual rep el nom. Compta amb accés directe des de la carretera C-230a.
A pocs metres hi ha l'ermita de la Mare de Déu de Montserrat, de devoció compartida entre els pobles de Montoliu i Albatàrrec, que també comparteixen el tanatori mancomunat que s'ubica entre l'ermita i l'Abellar.